# Ботаторт (округ, Вірджинія)
Шаблон:StateAbbr_ 37°33′ пн. ш. 79°48′ зх. д. / 37.55° пн. ш. 79.8° зх. д.
Округ Ботаторт (англ. Botetourt County) — округ (графство) у штаті Вірджинія, США. Ідентифікатор округу 51023.

## Історія
Округ утворений 1769 року.

## Демографія
За даними перепису 2000 року загальне населення округу становило 30496 осіб, зокрема міського населення було 10214, а сільського — 20282. Серед мешканців округу чоловіків було 15227, а жінок — 15269. В окрузі було 11700 домогосподарств, 9117 родин, які мешкали в 12571 будинках. Середній розмір родини становив 2,92.
Віковий розподіл населення поданий у таблиці:
| Стать    | До 15 років | 15-21 | 22-29 | 30-39 | 40-49 | 50-65 | 65-85 | Понад 85 |
| -------- | ----------- | ----- | ----- | ----- | ----- | ----- | ----- | -------- |
| Чоловіки | 2950        | 1334  | 1005  | 2245  | 2827  | 3048  | 1730  | 88       |
| Жінки    | 2885        | 1111  | 998   | 2328  | 2686  | 3067  | 1949  | 245      |

## Суміжні округи
- Рокбридж — північний схід
- Бедфорд — південний схід
- Роаноук — південний захід
- Крейг — захід
- Аллегені — північний захід

## Виноски
1. ↑  U.S. Decennial Census. United States Census Bureau. Архів оригіналу за 26 квітня 2015. Процитовано 1 січня 2014.
2. ↑  Historical Census Browser. University of Virginia Library. Архів оригіналу за 11 серпня 2012. Процитовано 1 січня 2014.
3. ↑  Population of Counties by Decennial Census: 1900 to 1990. United States Census Bureau. Архів оригіналу за 15 грудня 2013. Процитовано 1 січня 2014.
4. ↑  Census 2000 PHC-T-4. Ranking Tables for Counties: 1990 and 2000 (PDF). United States Census Bureau. Архів оригіналу (PDF) за 18 грудня 2014. Процитовано 1 січня 2014.
5. ↑  State & County QuickFacts. United States Census Bureau. Архів оригіналу за 7 липня 2011. Процитовано 1 січня 2014. [Архівовано 2011-06-07 у Wayback Machine.](англ.) Наведено за англійською вікіпедією.
6. ↑  American FactFinder. Бюро перепису населення США. Архів оригіналу за 26 лютого 2012. Процитовано 31 січня 2008. [Архівовано 2008-05-21 у Wayback Machine.]

| США | Це незавершена стаття з географії США. Ви можете допомогти проєкту, виправивши або дописавши її. |